# Nataša Osmokrović
Nataša Osmokrović (Zagreb, 27. svibnja 1976. - ) je hrvatska odbojkašica te povremena reprezentativka. Karijeru je započela u zagrebačkoj Mladosti a trenutno igra u turskom klubu Fenerbahçe.

## Klubovi
- Mladost Zagreb (1995. – 1996.)
- Hisamitsu Springs  (1996. – 1997.)
- Ito Yokado  (1997. – 1998.)
- BCN/Osasco (1998. – 1999.)
- Er Volley Napoli (1999. – 2000.)
- Vasco da Gama (2000. – 2001.)
- Caffè Sesso Reggio Calabria (2001. – 2002.)
- Asystel Novara (2001. – 2002.)
- Pallavolo Chieri (2003. – 2004.)
- Terra Sarda Tortolì (2004. – 2005.)
- Sant'Orsola Asystel Novara (2005. – 2007.)
- Asystel Novara (2007. – 2009.)
- Fenerbahçe Acıbadem (2009. – 2011.)

## Vanjske poveznice
- Profil igračice na fenerbahce.org